# Сотовија II (Казерта)
Сотовија II је насеље у Италији у округу Казерта, региону Кампанија.
Према процени из 2011. у насељу је живело 15 становника. Насеље се налази на надморској висини од 85 м.